# Amminadab

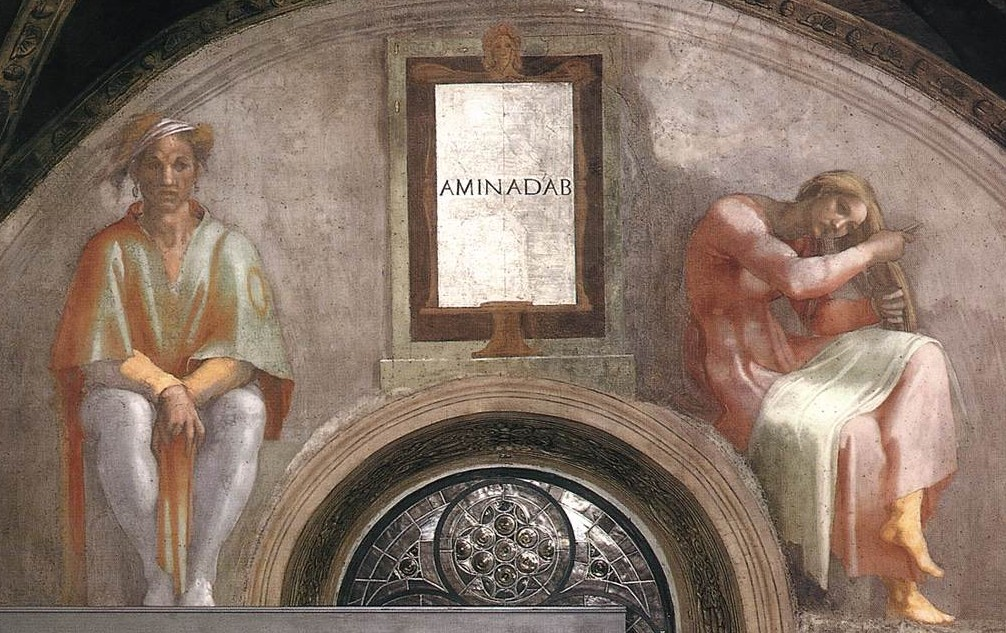
Amminadab, tổ tiên của David (bích họa nhà nguyện Sistine, vẽ bởi Michelangelo)

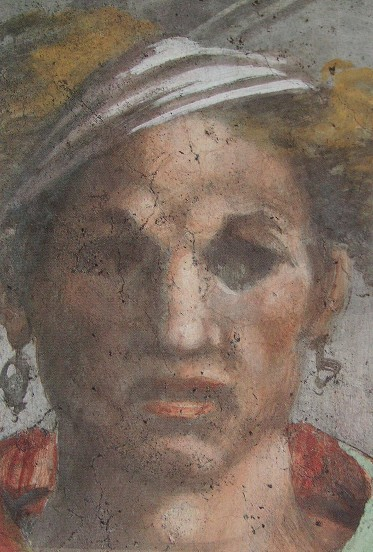
Một cận cảnh về Amminadab từ bích họa nhà nguyện Sistine

Amminadab (tiếng Hebrew: עַמִּינָדָב, đã Latinh hoá: 'Amînāḏāv, "Người thân tộc cao quý") là một tổ tiên xa xôi của Chúa Giêsu, một nhân vật phụ được nhắc đến trong Sáng thế ký và Phúc âm Matthew.

## Tiểu sử
Theo Phả hệ của Genesis, ông là con trai của Ram (cũng gọi là Aram) trong lúc người Israel lưu vong ở Ai Cập cổ đại. Ông cũng là cha của Nahshon, trưởng tộc Giuđa (Dân số 1:7; 2:3; 7:12, 17; 10:14). Con gái của ông, Elisheva là vợ của Aaron (Xuất hành 6:23), do đó ông là bố vợ của Aaron.
Amminadab là một trong các tổ tiên của Chúa Giêsu, được thể hiện trong nhiều bức bích họa của nhà nguyện Sistine.

## Trong văn hóa đại chúng
Vào năm 1956, phim The Ten Commandments (tạm dịch: Mười điều răn), Amminadab được thể hiện bởi H. B. Warner. Trong cuộc di cư, ông đã quá già yếu để thực hiện cuộc hành trình, do đó Bithiah cho phép ông ngồi trên kiệu của cô.